# Diospyros palauensis
Diospyros palauensis là một loài thực vật có hoa trong họ Thị. Loài này được (Kaneh.) Hosok. mô tả khoa học đầu tiên năm 1943.